# I sanguinari
I sanguinari (Crashout) è un film del 1955 diretto da Lewis R. Foster.
È un film d'azione a sfondo noir statunitense con William Bendix, Luther Adler, Gene Evans e Arthur Kennedy. È incentrato sulle vicende di un gruppo di sei evasi appena fuggiti da un carcere.

## Trama
Durante una rivolta carceraria, sei detenuti riescono a fuggire e a nascondersi in una miniera abbandonata. Uno di loro, il solo che conosceva quel posto e che ora è gravemente ferito, propone agli altri di aiutarlo chiamando un medico in cambio della spartizione di un cospicuo bottino. Dopo qualche giorno i sei uomini si mettono in viaggio facendo tappa in vari luoghi (un bar di periferia, una stazione ferroviaria, una fattoria), ma cadono uno dopo l'altro per mano di un poliziotto, di un estraneo o di uno stesso compagno.
I sopravvissuti, che ormai si guardano con ostilità e diffidenza, giungeranno infine sulla vetta della montagna dov'è stato nascosto il denaro. Nella lotta tra gli ultimi due sopravvissuti, Joe Quinn viene abbandonato perché creduto morto dal rivale. Quando invece rinviene, scende dalla montagna e trova il rivale morto assiderato con a fianco la valigia con il bottino. Nel frattempo lo sceriffo è sulle loro tracce ed ha bloccato l'unica strada che scende dalla montagna. Joe, ricordandosi di quanto gli aveva detto Alice che aveva conosciuto alla fattoria, decide di costituirsi.

## Produzione
Il film, diretto da Lewis R. Foster su una sceneggiatura di Hal E. Chester, Lewis R. Foster e Cy Endfield, fu prodotto da Chester per la Standard Productions e girato nei Republic Studios a Hollywood, Los Angeles, in California.

## Distribuzione
Il film fu distribuito con il titolo Crashout negli Stati Uniti dal marzo 1955 (première a New York l'8 luglio 1955) al cinema dalla Filmakers.
Altre distribuzioni:
- in Germania Ovest il 20 gennaio 1956 (Straße des Terrors)
- in Danimarca il 20 febbraio 1956 (Fem mordere på flugt)
- in Svezia il 12 marzo 1956 (6 mördare har rymt)
- in Austria nel maggio del 1956 (Flucht aus Sing Sing)
- in Finlandia il 20 luglio 1956 (Tappelijat)
- in Grecia (Exi skies mes' ti nyhta)
- in Spagna (Fuga sangrienta)
- in Brasile (Liberdade Sangrenta)
- in Italia (I sanguinari)

## Critica
Secondo il Morandini "è un buon esempio di film in bianconero a basso costo" caratterizzato da diversi pregi come il ritmo veloce, ottime performance degli attori e il rifiuto dell'ipocrisia tramite anche un deciso "ricorso alla violenza".

## Promozione
Le tagline sono:
- "KILLERS On A Furlough From Hell!".
- "Every Day You Live Is The Day Before You Die!".